# Józef Świrek
Józef Świrek (ur. 5 lutego 1899 w Poradowie w woj. kieleckim, zm. 24 października 1978 w Katowicach) – polski lutnik.

## Życiorys
Instrumenty muzyczne budował samodzielnie od dzieciństwa, a naukę kontynuował w krakowskim Instytucie Muzycznym. W 1936 zajął I miejsce w kategorii amatorów Konkursie Lutniczym w Krakowie. Po tym sukcesie otrzymał stypendium na kształcenie zagraniczne i w 1937 pojechał do Paryża, gdzie uczył się lutnictwa do 1938. Fascynował się w tym okresie szkołą cremońską oraz francuską i doskonalił swój styl. Okres okupacji niemieckiej spędził w rodzinnej wsi, a w 1945 otrzymał dyplom mistrzowski. W tym samym roku przeprowadził się do Katowic, gdzie uruchomił własną pracownię lutniczą. Od 1953 był konserwatorem instrumentów muzycznych w Państwowej Wyższej Szkole Muzycznej w Katowicach. 
W 1957 otrzymał wyróżnienie na I Międzynarodowym Konkursie Lutniczym im. Henryka Wieniawskiego w Poznaniu, a w 1972 zajął II miejsce (srebrny medal) na Międzynarodowym Konkursie Kwartetów w Liège. Od 1962 (dożywotnio) był jurorem na Międzynarodowym Konkursie Lutniczym im. Henryka Wieniawskiego. 
Był członkiem założycielem Związku Polskich Artystów Lutników i pełnił tam długoletnią funkcję członka komisji kwalifikacyjnej.

## Rodzina
30 kwietnia 1944 ożenił się z Łucją z domu Kolską. Miał z nią syna, Rajmunda (ur. 1945 w Miechowie), także lutnika oraz córkę Aleksandrę (Mańkę, ur. 1950).